# Callan (pel·lícula)
Callan és una pel·lícula de thriller britànica de 1974 dirigida per Don Sharp i protagonitzada per Edward Woodward, Eric Porter i Carl Möhner. Es va basar en l' episodi pilot de la sèrie de televisió d'ITV Callan, que es va emetre entre 1967 i 1972. Està doblada al català.

## Argument
David Callan, un important agent d'intel·ligència/assassí que treballava pel MI6, es va veure obligat a retirar-se quan va perdre els nervis. Ara, és cridat de nou al servei per gestionar l'assassinat de Schneider, un empresari alemany. El coronel Hunter, el seu antic patró, li promet a Callan que tornarà a l'estat actiu sempre que segueixi les seves ordres. Però Callan es nega a actuar fins que sàpiga exactament per què Schneider ha estat assassinat.

## Repartiment
- Edward Woodward com David Callan
- Russell Hunter com Lonely
- Eric Porter com Charles Hunter
- Peter Egan com Toby Meres
- Carl Möhner com Rudolph Schneider
- Catherine Schell com Jenny
- Kenneth Griffith com Waterman
- Veronica Lang com Liz
- Clifford Rose com Dr. Snell
- David Prowse com Arthur
- Don Henderson com George
- Nadim Sawalha com Padilla
- David Graham com operador
- Yuri Borienko com porter

## Producció
El guió de James Mitchell es basa en el seu pilot de televisió original "A Magnum for Schneider" i la seva novel·lització, Red File for Callan, encara que només la novel·la apareix als crèdits de la pel·lícula (com A Red File for Callan ). La pel·lícula es va basar més en la novel·la que en el guió de televisió original.
El cap de Callan, Hunter, és interpretat per Eric Porter, i Meres també es torna a repartir, aquesta vegada interpretat per Peter Egan. Els únics actors recurrents de la sèrie de televisió van ser Edward Woodward com Callan, Russell Hunter com Lonely i Clifford Rose com el Dr Snell.
Callan va ser la primera pel·lícula amb una banda sonora òptica codificada en Dolby.
La pel·lícula es va rodar a finals de 1973 als Lee Studios i en llocs com Spint Crossing a Newbury. El director Don Sharp va dir que era "una alegria filmar" en part perquè el "personatge de Woodward estava tan ambientat, però va tornar-hi tan fresc". "Estem fent un enfocament molt més estès que la sèrie de televisió", va dir Woodward durant el rodatge. "Podríem haver caigut fàcilment en el parany de fer una sèrie de televisió allargada, però no volíem que semblés barata. Però no hem de tancar l'ambient claustrofòbic que la feia tan efectiva i fidel a la vida".
Sharp va dir que la pel·lícula va rebre "avisos encantadors".

## Recepció crítica
The Monthly Film Bulletin va escriure: "Don Sharp ha construït un petit thriller poc ambiciós, però tanmateix poderós i convincent. A part d'un lapse (una inversió negativa alentida de Callan donant un cop mortal a un pesat), la seva direcció és sobrada i eficient, aconseguint combinar la por i l'humor, sobretot en una persecució de cotxes inspirada on Callan juga a un joc de gat i ratolí pel camp amb Schneider. Les actuacions són uniformement bones, encapçalades per Edward Woodward en el paper principal, totalment d'acord amb el personatge, i tan ferms i intransigents com sempre".
The Observer ho va qualificar de "sorprenentment divertit".
The Guardian va dir que "suposa poc més, ni molt menys, que un episodi de la sèrie de televisió en gran format".
La Guia de pel·lícules de Radio Times va donar a la pel·lícula 3/5 estrelles, escrivint: "El 1967, James Mitchell va convertir la seva novel·la A Red File for Callan en una producció de Armchair Theatre anomenada A Magnum for Schneider . Aquesta pel·lícula amplia aquest joc al llargmetratge per treure profit de l'èxit de la popular sèrie de televisió. La pel·lícula és decebedorament lenta, però gràcies a la bona direcció de Don Sharp, el ritme finalment comença a augmentar, amb Edward Woodward destacant com l'ex-agent la professionalitat despietada del qual desmenteix una consciència molt desenvolupada".
Leslie Halliwell va dir: "Reescriptura ampliada del primer episodi d'una sèrie de televisió de llarga durada, força fresca i vívida en les circumstàncies, sobretot perquè arriba al final de deu anys d'atacs de sang i trons similars".